# Контрабанда
Контраба́нда (італ. contrabando, від contra «проти» і bando «урядовий указ»), також перемитництво — незаконне перевезення (та ін. переміщення) товарів або/та інших предметів через митний кордон (державний кордон); переміщувані товари і/або цінності також отримали назву контрабанди.
Під незаконним переміщенням в цьому разі розуміється таке переміщення, яке здійснюється без/або з порушенням встановлених процедур (зазвичай таємно), а також переміщення таких товарів і/або цінностей, переміщувати які заборонено або обмежено за законом.

## Історія явища
Вважається, що контрабанда виникла разом з митною системою і державою як такою.
Протягом історії контрабанда мала особливий розвиток в країнах, де або запроваджувались високі митні тарифи на імпорт деяких груп товарів, як наприклад, у Британії наприкінці XVIII ст. були встановлені високі мита на алкоголь та предмети розкоші, що сприяло їх незаконному завезенню з материка, або в тих країнах, де за умов дефіциту якихось груп товарів, встановлені штучні, санкціоновані державою обмеження на їх імпорт, як протягом майже всієї історії існування після Другої світової війни в СРСР.
Найчастішими передумовами для виникнення контрабанди є різниця (іноді дуже значна) цін на окремі товари всередині держави, та поза її межами. Так, з причини єдиної тарифної і цінової політики у країнах ЄС, ціни на більшість товарів споживання в Україні у порівнянні з цінами у сусідніх державах—членах ЄС (Польща, Словаччина, Угорщина тощо) є набагато вищими, що породжує значні передумови для контрабанди; те саме стосується ситуації з бензином у Тунісі, внутрішня ціна на який є в декілька разів вищою, ніж в сусідніх Алжирі та Лівії, що зумовлює значне ввезення до Тунісу більш дешевого палива контрабандою.
У державах, проти яких запроваджено торгове ембарго або діють інші санкції (зазвичай політичні санкції тісно пов'язані з економічними — обмеження або заборона на здійснення комерційних і банківських операцій) також набирає обертів контрабанда та інші негативні економічні явища, як скажімо «чорний ринок». Наприклад, після запровадження міжнародного ембарго проти Куби імпорт багатьох товарів до цією держави став контрабандним, те саме сталося у 1990-і роки після введення санкцій щодо Сербії — тільки завдяки контрабанді палива і товарів ширвжитку економіка Сербії не зазнала повного краху. У таких умовах нерідко сама держава у особі своїх вищих чиновників «покриває» здійснення контрабанди. Ну і вже справжніми «розсадниками» контрабанди є невизнані (сепаратистські) державні формування, як наприклад, Придністровська Молдавська Республіка або Південна Осетія, а також нестабільні слабкі держави, у яких правова система, митний контроль є несталими, або ті, що переживають значні внутрішні потрясіння (наприклад, Сомалі).
Переміщення деяких предметів завдає не лише економічної шкоди окремим державам, а й нерідко несе загрозу життю і здоров'ю громадян — це стосується контрабанди зброї, наркотичних речовин, вибухівки тощо. Більшість з таких злочинів є міжнародними і нерідко кваліфікується не як контрабанда, а як міжнародний тероризм. Ці злочини набули особливого поширення у 2-й пол. ХХ ст. з процесами глобалізації і утворення міжнародної злочинності та мережі міжнародних терористичних організацій.

## Типологія контрабанди
Розподіл на типи контрабанди здійснюють:
1. Залежно від виду контрабандного товару — наприклад, контрабанда золота, контрабанда сигарет тощо;
2. Залежно від способу контрабанди
3. Залежно від вартості контрабандних товарів;
4. Залежно від розмірів контрабандних товарів — товари, що можуть бути переміщені одним індивідом, наприклад, дорогоцінне каміння, художні цінності тощо, а великогабаритні товари, — наприклад, готова продукція промислового призначення;
5. Залежно від рівня соціальної організації — розподіляється на велику контрабанду і дрібну контрабанду товарів (див. детальніше про це нижче).

Основні способи, які використовуються під час здійснення контрабандних дій, тобто нелегального провезення товарів через кордон, розподіляються на 3 великі групи:
Фізичні методи, до яких відносять:
- приховання — приховання контрабандного товару в іншому товарі (чи спроба разом із задекларованим товаром провезти незадекларований, що є доволі частою практикою) або ж спроба взагалі сховати товар від митного огляду;
- погроза співробітникам митниці з метою отримання дозволу на ввезення/вивезення контрабандного товару;
- велика кількість товару сама по собі може бути одним із фізичних методів здійснення контрабанди — якщо контрабандним чином провозиться дуже велика кількість товару, то логічним є припустити, що деяку його частину таки вдасться провезти.

Економічні методи, зокрема такі:
- хабарництво — надання хабаря співробітникам митниці за дозвіл на ввезення/вивезення контрабандного товару;
- використання дипломатичного захисту — товар ввозиться/вивозиться як дипломатичний багаж, який звільняється від митного огляду;
- заниження митної вартості товару, що переміщується через митний кордон.

Контрабанда велика і дрібна:
- велика контрабанда товарів (англ. commercial smuggling) — означає переміщення великих кількостей товарів, що надалі будуть продані за кордоном з метою одержання прибутку;
- дрібна контрабанда товарів (англ. petty smuggling) — термін застосовується до окремих індивідів, що перетинають кордон з метою продати товар по більш високій ціні[3].

## Контрабанда у законодавстві
У більшості національних законодавств світу контрабанда є злочином, за здійснення якого передбачене відповідне покарання.
У Росії та Білорусі, на відміну від України контрабанда може бути кваліфікованим злочином. Сучасне українське кримінальне право здебільшого кваліфікує контрабанду як окремий вид злочину (детальніше нижче; виняток — наркотики, що втім є колізією права), тоді як у більшості законодавств світу «окремі» види контрабанди виступають різними злочинами.
В англо-американському праві термін контрабанда має відповідник англ. smuggling (синонім англ. trafficking «переміщення»), який є набагато ширшим за поняття «контрабанда» в українському кримінальному праві і охоплює взагалі незаконне переміщення як предметів, так і осіб. Тобто «покриває» велике число інших злочинів за українським кримінальним законодавством — незаконна торгівля людьми, незаконна імміграція, «незаконні фінансові переміщення», тобто відмивання грошей, напр. з метою уникнення оподаткування та деякі інші.

### Україна

#### Види контрабанди
- Контрабанда ст. 201 КК України

- Контрабанда наркотичних засобів, психотропних речовин, їх аналогів або прекурсорів, фальсифікованих лікарських засобів ст.305 КК України

#### Переміщення через митний кордон України
- Незаконне ввезення

- Незаконний транзит

- Незаконне вивезення

Як правило, контрабанда здійснюється у вигляді активних дій. Хоча й не виключена бездіяльність, особливо при співучасті, коли дії співучасників між собою не пов'язані. Контрабанда вважається закінченою з того моменту, коли товари чи інші предмети були фактично переміщені через митний кордон і при наявності хоча б однієї з ознак в діях особи, яка вивозила чи ввозила ці товари й предмети контрабандним шляхом.

#### Місце контрабанди
Митний кордон України збігається з державним кордоном України, за винятком меж спеціальних митних зон.

#### Суб'єкт контрабанди
Суб'єктами контрабанди за українським законодавством є фізичні особи: громадяни України, іноземці, апатриди тощо, які досягли повноліття за українським правом (16 років). Спеціальним суб'єктом злочину визнається посадова особа, яка скоїла цей злочин, використовуючи своє посадове становище.

## Контрабанда в державах світу

### Україна
Історично в Україні контрабанду називали «пачкарство». Цей термін застосовувався і в законодавстві радянської України раннього періоду.
З проголошенням незалежності в 1991 році Україна стикнулася з значним поширенням контрабанди в державі, особливо в прикордонних районах, як на заході, так і на східному кордоні з РФ, а також у морських портах (Одеса, Чорноморськ, Маріуполь, Керч, Севастополь тощо).
З середини 1990-х рр. з відкриттям кордонів актуальними проблемами стали контрабанда людей, зокрема жінок і дітей, внутрішніх органів людини для подальшої трансплантації тощо.
Поширенню контрабанди сприяє як різниця економічного розвитку і внутрішньоекономічної (та політичної) ситуації України та сусідніх східно-європейських держав (західні сусіди є членами ЄС, на півдні розташована невизнана квазідержава ПМР тощо), так і корупція державних органів України і недостатні дії відповідальних органів по боротьбі з контрабандою.
Значний розголос і ефект мала державна програма «Контрабанда — стоп !» , здійснена у 2005 році під час першої каденції прем'єр-міністра України Ю. Тимошенко, яка, проте, не мала адекватного продовження.
Згідно зі ст. 201 Кримінального кодексу України, «контрабанда, тобто переміщення через митний кордон України поза митним контролем або з приховуванням від митного контролю культурних цінностей, отруйних, сильнодіючих, вибухових речовин, радіоактивних матеріалів, зброї або боєприпасів (крім гладкоствольної мисливської зброї або бойових припасів до неї), частин вогнепальної нарізної зброї, а також спеціальних технічних засобів негласного отримання інформації, — карається позбавленням волі на строк від трьох до семи років. Та сама дія, вчинена за попередньою змовою групою осіб або особою, раніше судимою за злочин, передбачений цією статтею, або службовою особою з використанням службового становища, — карається позбавленням волі на строк від п'яти до дванадцяти років з конфіскацією майна».